# Vlokkige toorts
De vlokkige toorts (Verbascum pulverulentum) is een tweejarige plant die behoort tot de helmkruidfamilie (Scrophulariaceae). De soort komt voor in Zuidwest-, Midden- en Zuidoost-Europa en is inheems in Wallonië. In Nederland is de soort ingeburgerd tussen 1975 en 1999. Het aantal chromosomen is 2n = 32
De plant wordt 60-150 cm hoog en vormt een bladrozet. De stengels zijn geribd en witviltig behaard. Ook de bladeren zijn aan de onder- en bovenkant witviltig behaard. De beharing aan de bovenkant laat in vlokjes los. De onderste, tot 10 cm lange en 15 cm brede, niet of kort gesteelde bladeren zijn omgekeerd eirond en meestal boven het midden het breedst. Ze kunnen een getande rand hebben. De ovaal-lancetvormige stengelbladeren zijn zittend, waarvan de bovenste hartvormig zijn. 
De vlokkige toorts bloeit vanaf augustus tot in november met gele, 1,5-2,5 cm grote bloemen op tot 7 mm lange steeltjes. De bloem heeft vijf kelkbladen en vijf kroonbladen. De vijf meeldraden hebben op de helmdraden een witte beharing. De lijnvormige schutbladen zijn 3-5 mm lang. De bloeiwijze is een pyramidale pluim.
De vrucht is een ovale doosvrucht met veel kleine zaden.

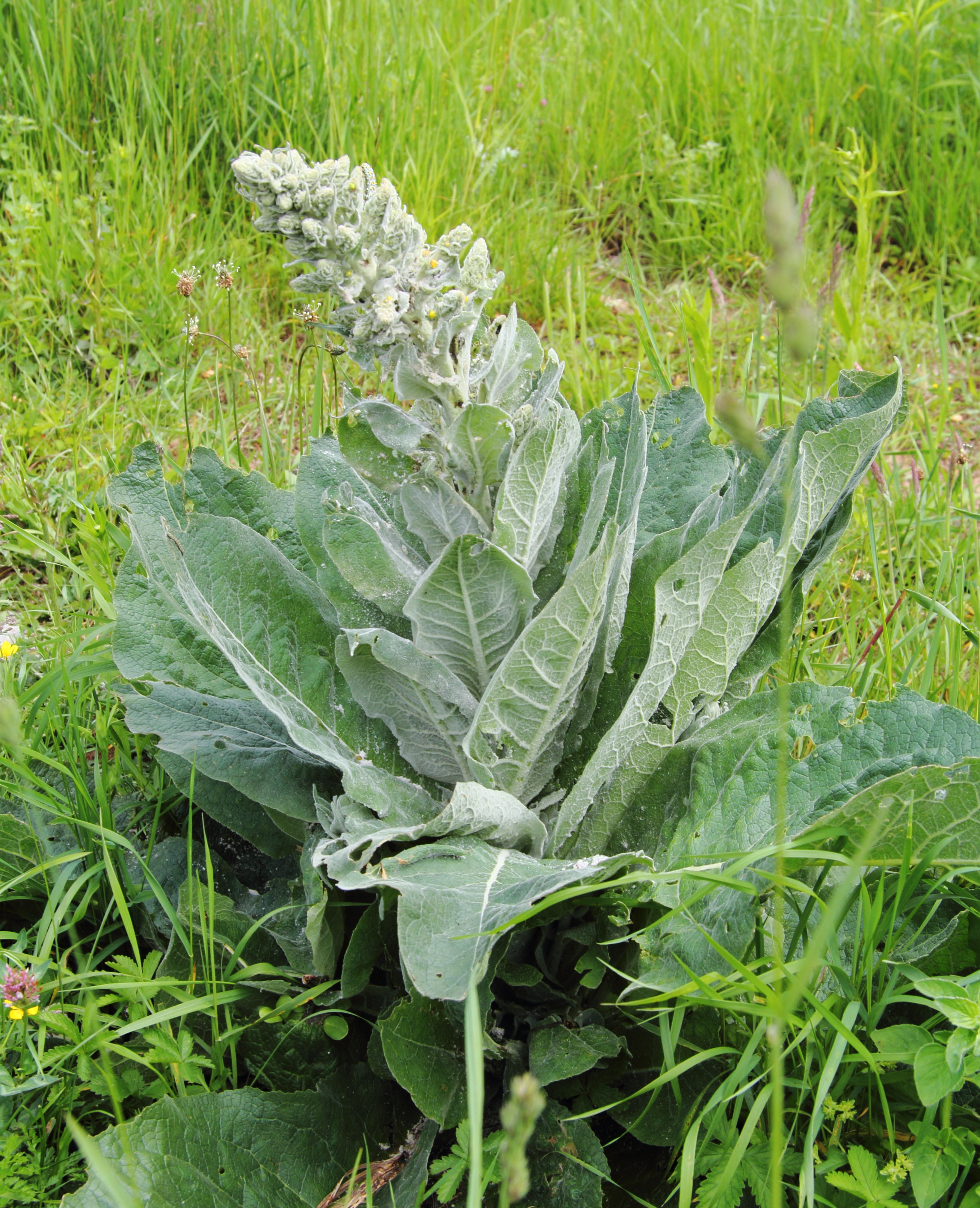
Plant
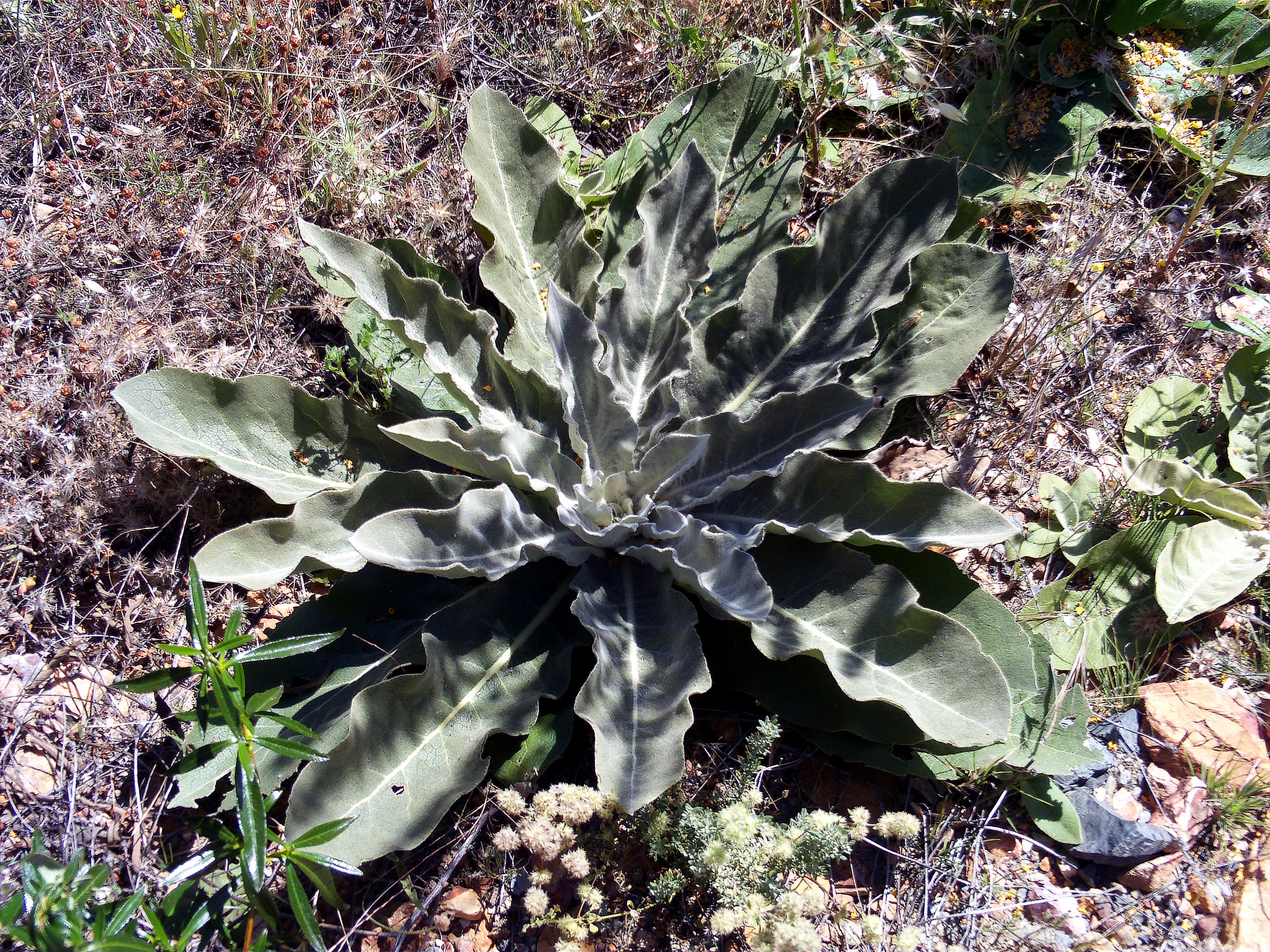
Bladrozet
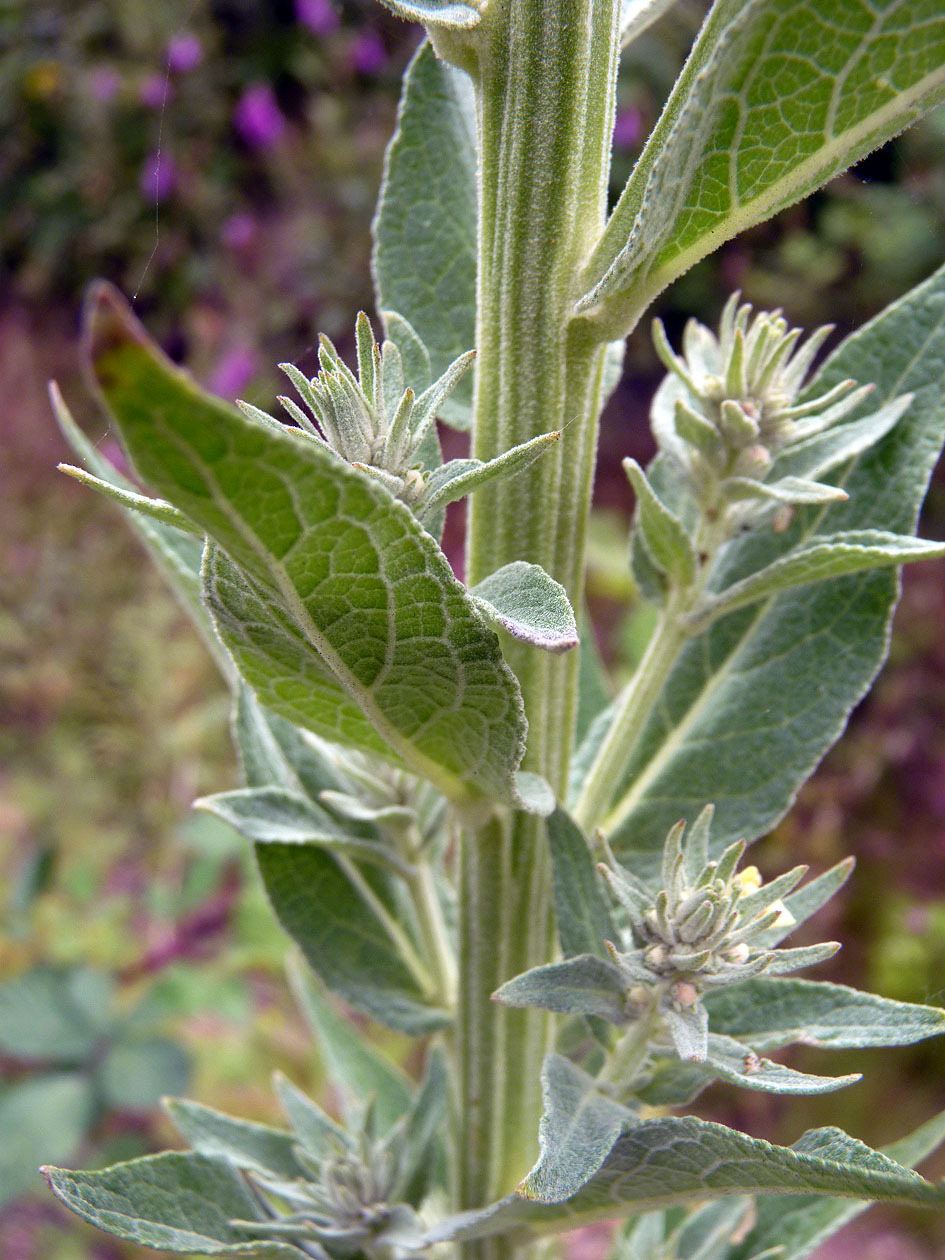
Stengel
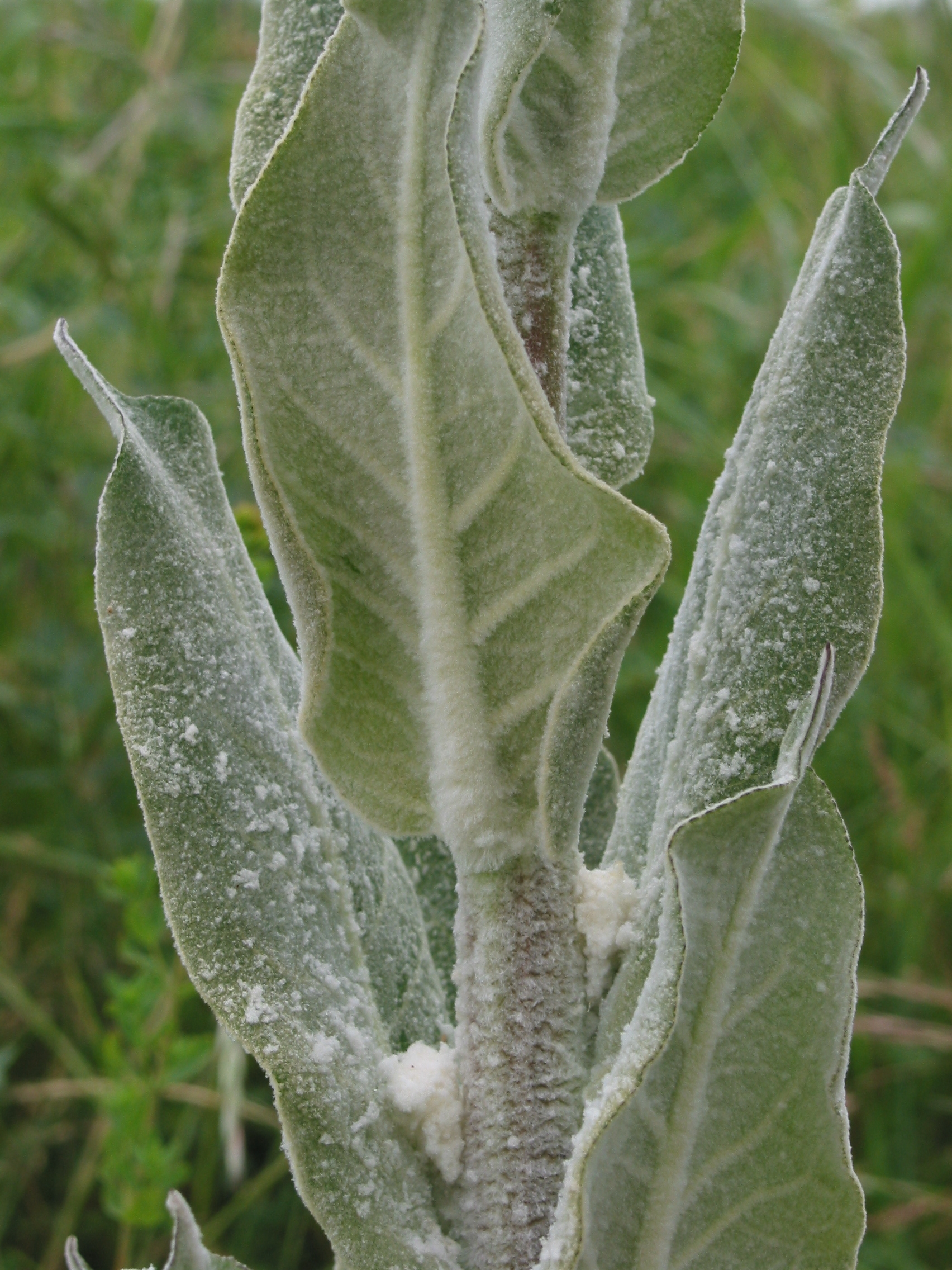
Stengelbladeren
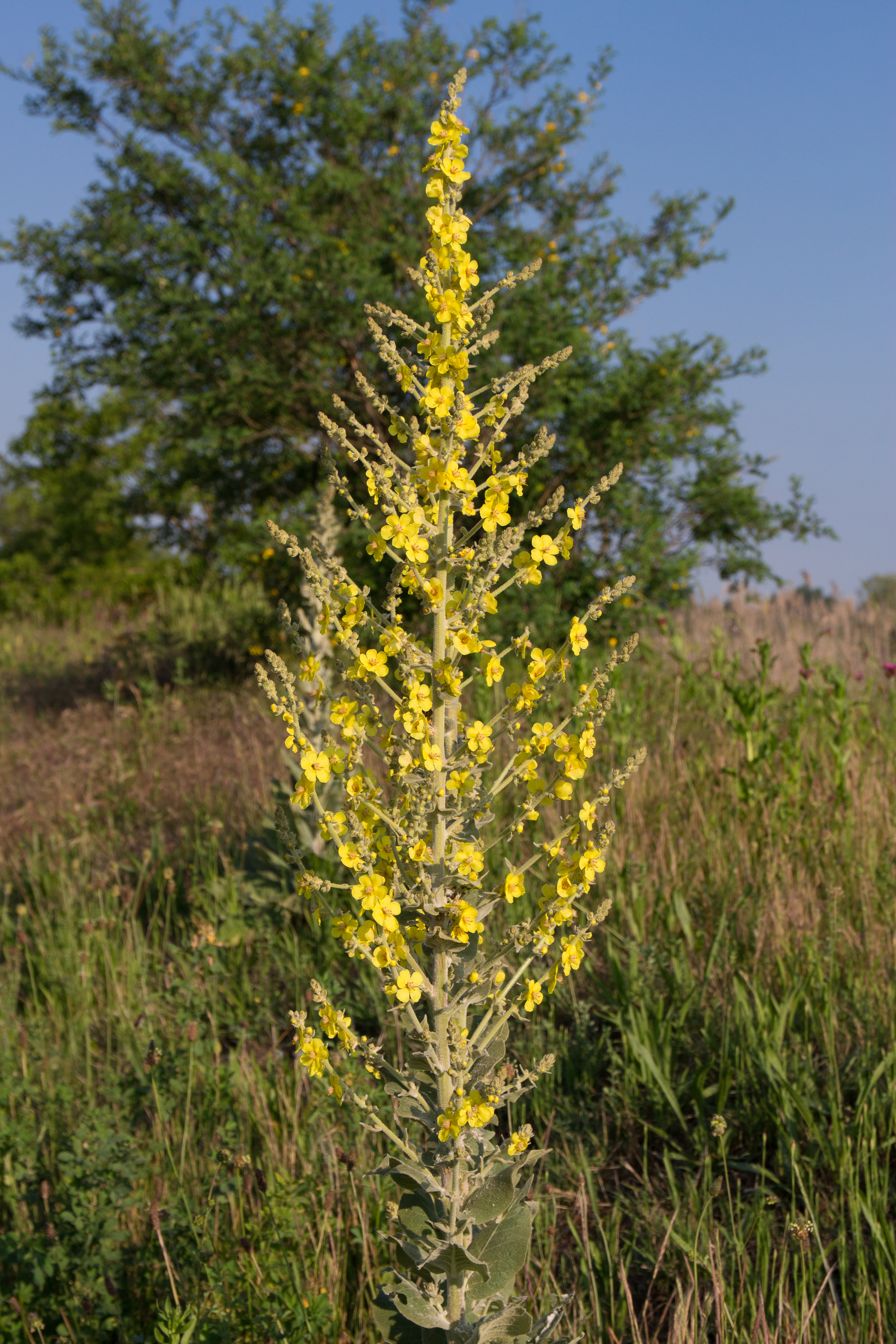
Bloeiwijze
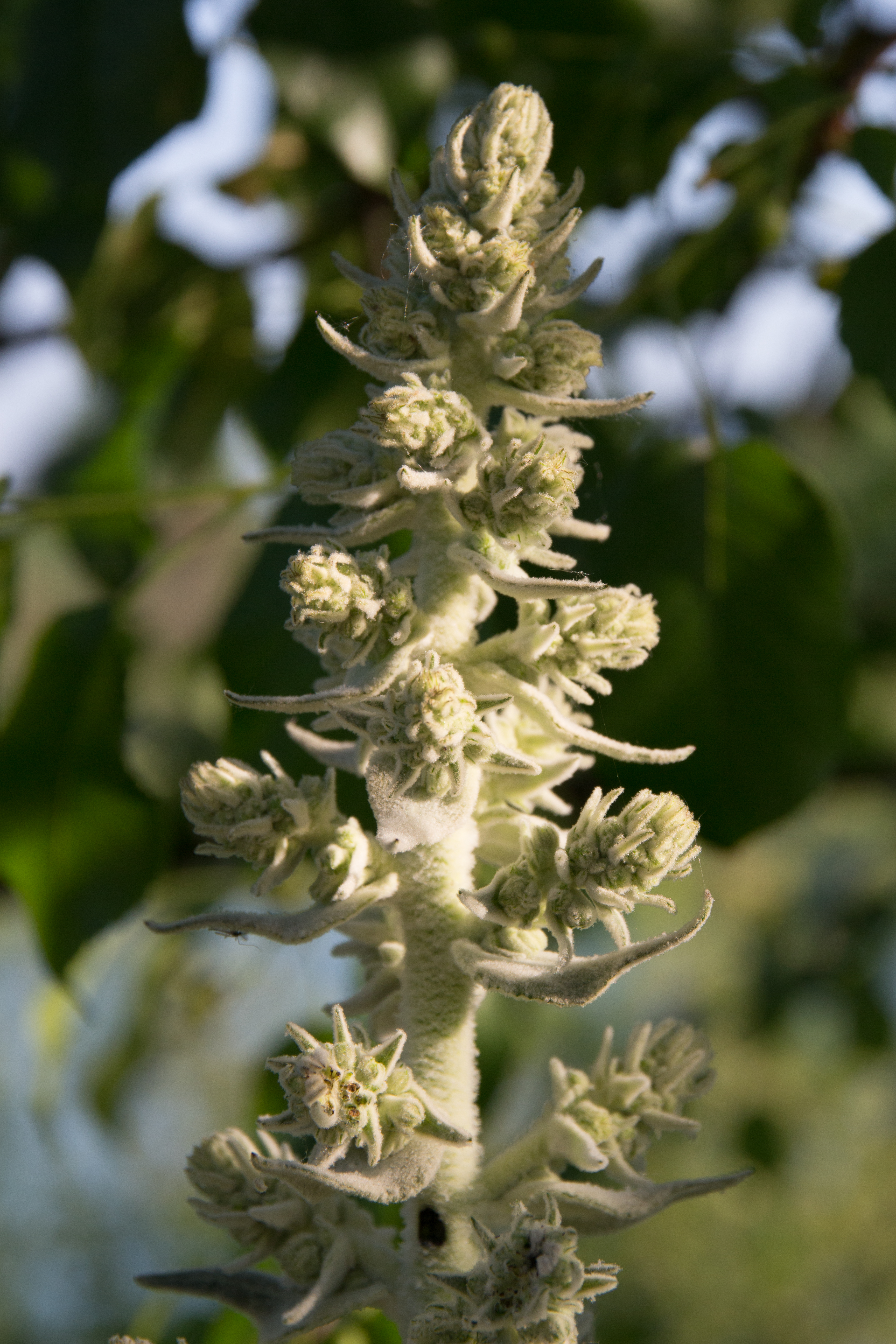
Schutbladen
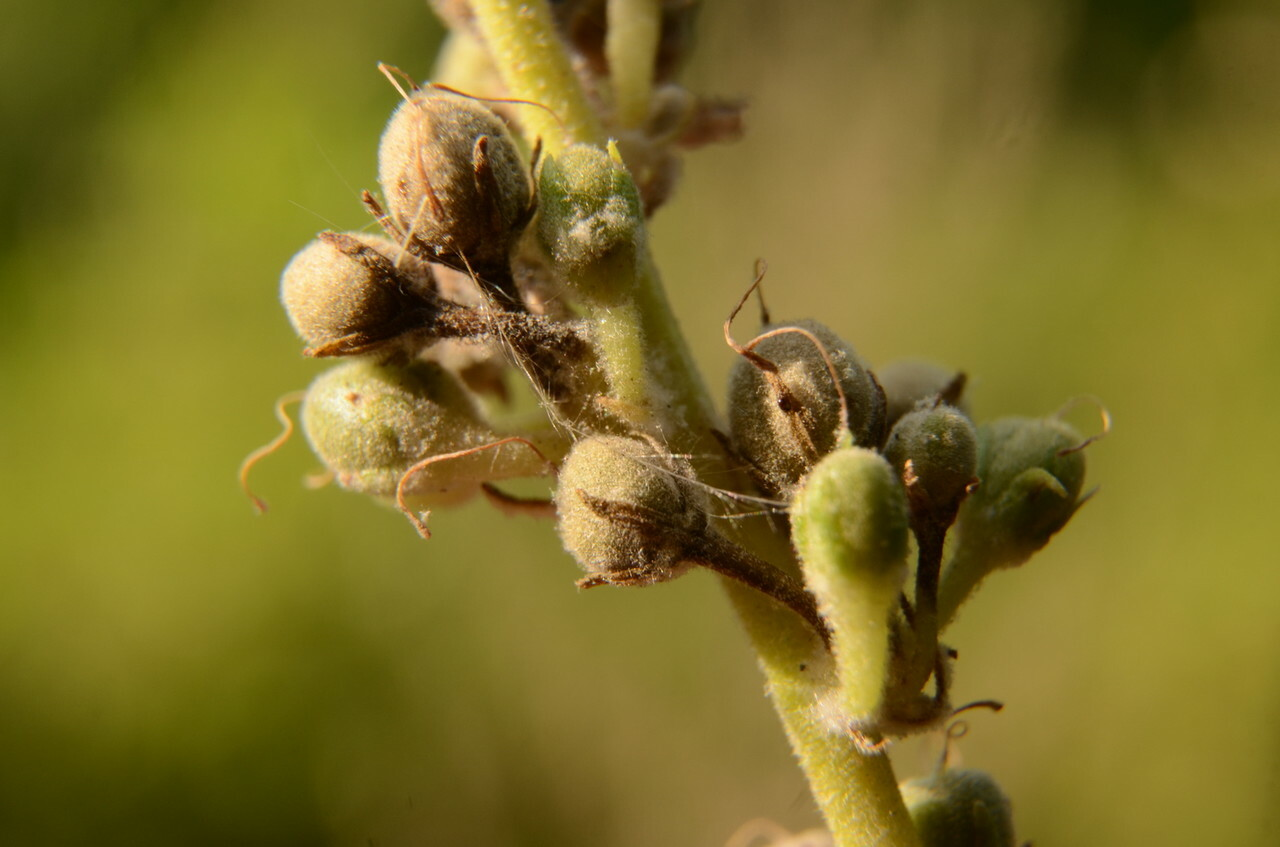
Jonge vruchten

De vlokkige toorts komt voor op droge, kalkrijke grond op braakliggende grond, ruderale plaatsen, in bermen en grasland.